# George Newnes

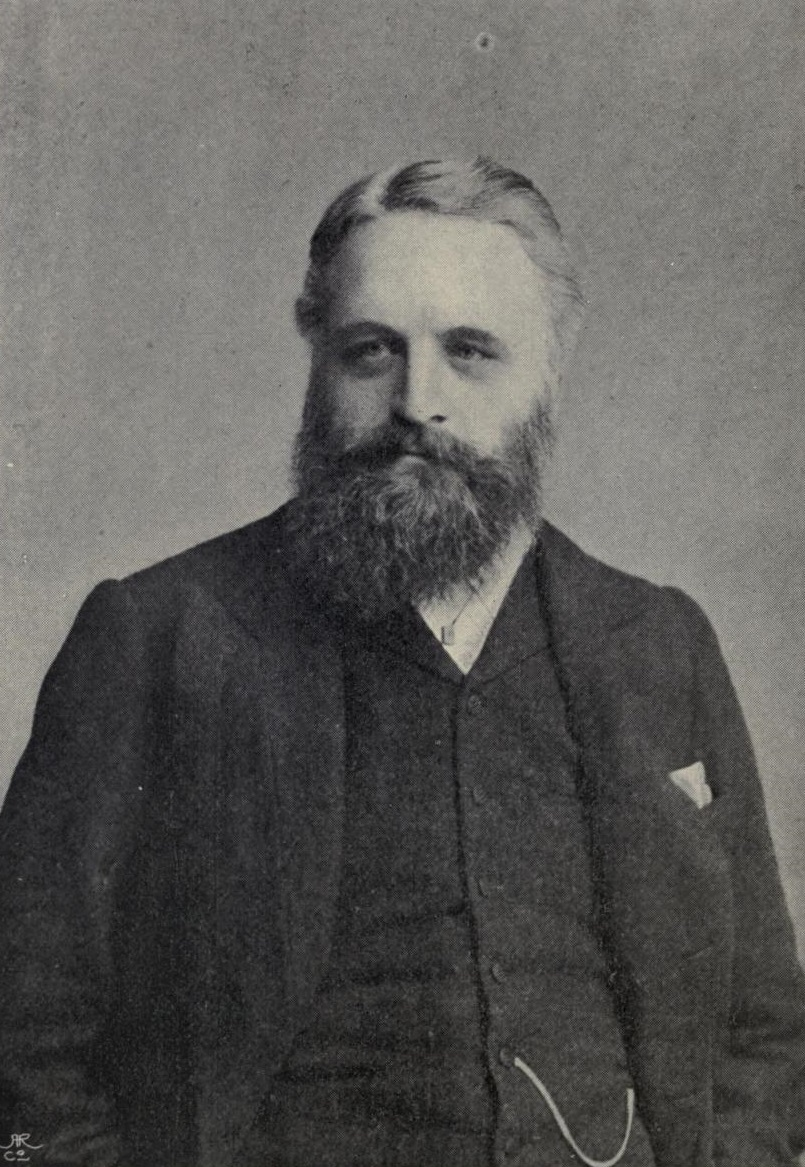
George Newnes

Sir George Newnes (Matlock Bath, 13 maart 1851 - Lynton, 9 juni 1910) was een Brits uitgever, redacteur en parlementslid.
Georges vader Thomas Mold Newnes was dominee aan de congregationalistische kerk in Matlock (Derbyshire). George Newnes volgde eerst onderwijs in Wakefield, vervolgens in Warwickshire en ten slotte aan de City of London School, een jongensschool in Londen. In 1867 begon hij een carrière in de handel en werkte in Londen en Manchester. In 1875 trouwde hij met Priscilla Hillyard.
In 1881 richtte Newnes het tijdschrift Tit-Bits op, dat eerst in Manchester en later in Londen werd gepubliceerd en uittreksels uit boeken en andere publicaties bevatte. Nadat hij naar Londen was verhuisd, begon Newnes daar samen te werken met William Thomas Stead, met wie hij rond 1890 het maandblad Review of Reviews oprichtte. Hij richtte nog meer tijdschriften op, onder andere The Westminster Gazette (1873), The Wide World Magazine (1888) en Country Life (1897). Het bekendste door Newnes opgerichte tijdschrift is echter The Strand Magazine, waarin Arthur Conan Doyle voor het eerst zijn verhalen over Sherlock Holmes publiceerde.
Newnes was liberaal. In 1885 werd hij gekozen tot Parlementslid voor het toen pas opgerichte kiesdistrict Newmarket. Hij bekleedde deze functie tien jaar, totdat hij in 1895 door Harry McCalmont van de Conservatieve Partij werd verslagen. In datzelfde jaar werd hij door de koningin benoemd tot baronet. In 1900 trad Newnes opnieuw toe tot het Britse Lagerhuis als parlementslid voor het kiesdistrict Swansea, een positie die hij bekleedde totdat hij in januari 1910 met pensioen ging.
Newnes bouwde een groot huis in Linton, in het noorden van het graafschap Devon. Hij speelde een belangrijke rol in de ontwikkeling van de twee plaatsen Linton en Lynmouth. Hij liet ook een spoorweg tussen de twee steden aanleggen, en droeg er in hoge mate aan bij dat de Lynton and Barnstaple Railway in 1898 kon worden geopend.
In juni 1910 overleed Sir George Newnes in zijn woning in Lynton aan de gevolgen van diabetes. Zijn zoon Frank Newnes volgde hem op als baronet.